# Carlos Andrés Gómez
Carlos Andrés Gómez Hinestroza (* 12. September 2002 in Quibdó) ist ein kolumbianischer Fußballspieler, der als Außenstürmer eingesetzt wird.

## Karriere

### Vereine
Andrés Gómez debütierte im November 2021 für die Millonarios gegen Alianza Petrolera und unterschrieb im September 2022 einen Profivertrag. Im November 2022 gewann er mit den Millonarios die Copa Colombia und verhalf dem Team in die Copa Libertadores 2023. Im Januar 2023 gab der MLS-Klub Real Salt Lake seine Verpflichtung bekannt, bei dem er für fünf Jahre unterschrieb. Unter Trainer Pablo Mastroeni erkämpfte er sich einen Stammplatz und zeigte gute Leistungen. Im August 2024 wechselte Gómez zum französischen Klub Stade Rennes.

### Nationalmannschaft
Gómez debütierte im Januar 2024 bei einem Freundschaftsspiel der U23-Nationalmannschaft und spielte beim Olympischen Qualifikationsturnier zwei Partien.
Für die A-Nationalmannschaft debütierte der Offensivakteur im Dezember 2023 beim Freundschaftsspiel gegen Venezuela und kam ein Jahr später auch bei zwei Qualifikationsspielen zur Weltmeisterschaft 2026 zum Einsatz.

## Erfolge
Millonarios
- Copa Colombia: 2022